# Bruno Berner
Bruno Berner (Zürich, 1977. november 21. –) svájci válogatott labdarúgó, edző.

## Sikerei, díjai
- Grasshoppers
  - Svájci bajnok: 2000–01

- Freiburg
  - Bundesliga 2: 2002–03

- Leicester City
  - EFL League One: 2008–09